# Dolný Ohaj
Dolný Ohaj és un poble i municipi d'Eslovàquia que es troba a la regió de Nitra, al sud-oest del país. El 2022 tenia una població estimada de 1.486 habitants.

## Història
La primera menció escrita de la vila es remunta al 1293.

## Demografia
| Godina             | 1994 | 2004   | 2014   | 2024   |
| ------------------ | ---- | ------ | ------ | ------ |
| Nombre de persones | 1762 | 1639   | 1576   | 1468   |
| Diferència         |      | −6,98% | −3,84% | −6,85% |

| Godina             | 2023 | 2024   |
| ------------------ | ---- | ------ |
| Nombre de persones | 1486 | 1468   |
| Diferència         |      | −1,21% |